# Gibson ES-125
 (juillet 2023).
Si vous disposez d'ouvrages ou d'articles de référence ou si vous connaissez des sites web de qualité traitant du thème abordé ici, merci de compléter l'article en donnant les références utiles à sa vérifiabilité et en les liant à la section « Notes et références ».
 (juillet 2023).
La mise en forme du texte ne suit pas les recommandations de Wikipédia : il faut le « wikifier ».
Les points d'amélioration suivants sont les cas les plus fréquents. Le détail des points à revoir est peut-être précisé sur la page de discussion.
- Les titres sont pré-formatés par le logiciel. Ils ne sont ni en capitales, ni en gras.
- Le texte ne doit pas être écrit en capitales (les noms de famille non plus), ni en gras, ni en italique, ni en « petit »…
- Le gras n'est utilisé que pour surligner le titre de l'article dans l'introduction, une seule fois.
- L'italique est rarement utilisé : mots en langue étrangère, titres d'œuvres, noms de bateaux, etc.
- Les citations ne sont pas en italique mais en corps de texte normal. Elles sont entourées par des guillemets français : « et ».
- Les listes à puces sont à éviter, des paragraphes rédigés étant largement préférés. Les tableaux sont à réserver à la présentation de données structurées (résultats, etc.).
- Les appels de note de bas de page (petits chiffres en exposant, introduits par l'outil «  Source ») sont à placer entre la fin de phrase et le point final[comme ça].
- Les liens internes (vers d'autres articles de Wikipédia) sont à choisir avec parcimonie. Créez des liens vers des articles approfondissant le sujet. Les termes génériques sans rapport avec le sujet sont à éviter, ainsi que les répétitions de liens vers un même terme.
- Les liens externes sont à placer uniquement dans une section « Liens externes », à la fin de l'article. Ces liens sont à choisir avec parcimonie suivant les règles définies. Si un lien sert de source à l'article, son insertion dans le texte est à faire par les notes de bas de page.
- La présentation des références doit suivre les conventions bibliographiques. Il est recommandé d'utiliser les modèles {{Ouvrage}}, {{Chapitre}}, {{Article}}, {{Lien web}} et/ou {{Bibliographie}}. Le mode d'édition visuel peut mettre en forme automatiquement les références.
- Insérer une infobox (cadre d'informations à droite) n'est pas obligatoire pour parachever la mise en page.

Pour une aide détaillée, merci de consulter Aide:Wikification.
Si vous pensez que ces points ont été résolus, vous pouvez retirer ce bandeau et améliorer la mise en forme d'un autre article.
La Gibson ES-125 est un modèle de guitare électro-accoustic à corps creux qui a été produit par Gibson Guitar Corporation.

## Historique du modèle
Introduite en 1941 en tant que successeur de l'ES-100, l'ES-125 était une guitare électrique acoustique d'entrée de gamme. Il y avait un micro à simple bobinage P-90 en position manche, un seul contrôle de volume et un seul contrôle de tonalité. Le modèle d'avant-guerre, abandonné en 1942, avait un corps plus petit de 14,5 pouces. Lorsqu'il a été réintroduit en 1946, il avait un plus grand corps de 16,25 "de large par rapport à l'ES-150. La touche en palissandre non liée arborait initialement des incrustations trapézoïdales en nacre ; plus tard, il y eut des incrustations de points.
Au milieu des années 1950, l'ES-125T a été introduite, c'était une guitare électro-acoustique d'entrée de gamme basée sur l'ES-125 d'origine. Plus tard, Il y eut des ajouts comme des options pour les doubles micros P-90 et une coupe nette, appelée coupe florentine, similaire à l'ES-175. Les modèles thinline et réguliers sont abandonnés dans les années 1970.

## Caractéristiques

### 1946
- 161⁄4 " de large
- Corps d'environ 3,5" d'épaisseur
- Échelle 243⁄4
- Un micro P-90 non réglable avec "dog ears (oreilles de chien)"
- Micro en position manche
- Pickguard grain de tortue
- Cordier trapèze
- Haut et dos reliés simples
- Incrustations de touche circulaires en perloid
- Logo sérigraphié
- Finition sunbusrt

### 1948
- Incrustations de points sur la touche

### 1950
- Cordier uni
- Micro P-90 avec pôles réglables

## Micros et composants
L'ES-125 était équipée d'un micro P90. L'original avait 6 pièces polaires Alnico slug. En 1950, le P90 est passé à 6 pôles réglables entre deux aimants Alnico 5 barres.
Le modèle utilisé pour l'ES-125 a un espacement des cordes sur le micro manche de 115⁄16 " du mi aigu au mi grave. L'ES-125 utilisait également un cache dogear (oreilles de chien) effilé pour ses micros en position manche avec une épaisseur de 4/16" du côté des aigus et de 5/16" du côté des gravures. Étant donné que la touche est au ras du corps (par opposition à une ES-175), l'ES-125 nécessite un micro manche plus court qu'un dogear typique. Ce micro n'est cependant pas aussi court que ceux que l'on trouve sur une ES-330TD dont le micro est monté au ras de l'extrémité de la touche.
Les bobines ont été enroulées à environ 10 000 tours bien que la résistance CC de ces micros puisse varier considérablement
Les commandes de volume et de tonalité étaient des pots coniques audio de 500k. Une valeur de plafond de contournement des aigus de 0,022 microfarads a été utilisée pour le circuit de tonalité. Les modèles D (Double Pickup) comprenaient un interrupteur à bascule à 3 positions pour sélectionner chaque micro individuellement ou les deux micros simultanément.

## Les modèles dérivés de la ES-125
- ES-125 électro-acoustique pleine profondeur, sans pan coupé avec un seul micro P-90 ; produit de 1946 à 1970
- ES-125D Corps pleine profondeur, sans pan coupé avec double micros p90 (très rare; seulement un petit nombre produit en 1957)
- ES-125C Corps pleine profondeur avec pan coupé florentin ; produit de 1965 à 1971
- ES-125CD Corps pleine profondeur, double micro (P-90) avec pan coupé florentin ; produit de 1965 à 1971
- ES-125T (T = corps Thinline) sans pan coupé ; produit de 1956 à 1969
- ES-125TD (D = Double micros p90) sans pan coupé ; produit de 1957 à 1964
- ES-125TC (C = Cutaway) coupe florentine ; produit de 1960 à 1970
- ES-125TCD (D = double micros p90) pan coupé florentin ; produit de 1960 à 1970

## Joueurs notables
- Tracy Chapman [1]
- Bill Frisell [2]
- BB King (début des années 50)
- Jeff Mangum
- Jim O'Rourke[3]
- Marc Ribot [4]
- Daniel Rossen
- Georges Thorogood
- Jérémy Spencer
- Richard Clark [5]
- Martijn van Iterson [6]
- Thomas Yorke [7]
- Joe Buck [8]
- Col Joe
- Jimmie Vaughan
- Stevie Ray Vaughan
- Otomo Yoshihide
- Lenny Breau
- D.Boon [9]
- Gen Hoshino[10]

- Fenton Robinson
- Devon Sproule